# Diego Montoya (piloto)
Diego Montoya es un piloto de automovilismo colombiano. Compitió en el Campeonato IMSA GT en la década de 1980, logrando tres victorias. En Colombia compitió en la Copa Renault y la Fórmula 3 Regional, para luego correr el Can-Am en Canadá y el IMSA GT de Estados Unidos, donde terminó tercero en la clasificación general de la temporada 1983. Es tío del expiloto de Fórmula 1 Juan Pablo Montoya.

## Resultados

### Campeonato IMSA GT
(Clave) (negrita indica pole position) (cursiva indica vuelta rápida)

| Año  | Equipo              | Clase | Carro  | 1          | 2          | 3     | 4          | 5          | 6          | 7     | 8     | 9     | 10         | 11        | 12    | 13         | 14        | 15        | 16         | 17         | 18     | Pos. | Puntos |
| ---- | ------------------- | ----- | ------ | ---------- | ---------- | ----- | ---------- | ---------- | ---------- | ----- | ----- | ----- | ---------- | --------- | ----- | ---------- | --------- | --------- | ---------- | ---------- | ------ | ---- | ------ |
| 1982 | Diego Montoya       | GTO   | BMW M1 | DAY        | SEB        | PET   | RIV        | LGA        | CHA        | MDO   | LRP   | DAY 1 | BIR        | SNM       | POR   | MOS        | ROA       | MDO       | PET        | POC        | DAY 10 |      |        |
| 1983 | B de T Racing       | GTO   | BMW M1 | DAY 23 Ret | MIA 24 Ret | SEB   | PET 8 Ret  | RIV 4      | LGA 1      | CHA 2 | LRP 1 | MDO   | DAY 3      | BIR 9 Ret | SNM   | POR 2      | MOS 8 Ret | ROA 4 Ret | POC 12 Ret | DAY        |        | 3.º  |        |
| 1984 | Walker Brown Racing | GTO   | BMW M1 | DAY 5      | MIA 21 Ret | SEB 8 | PET 12 Ret | RIV 13 Ret | LGA 14 Ret | CHA 6 | LRP 7 | MDO 3 | WGL 14 Ret | POR       | SNM 6 | ROA 11 Ret | POC       | MCH       | WGL 9 Ret  | DAY 12 Ret |        |      |        |

### 24 Horas de Le Mans
| Año  | Equipo                  | Copilotos               | Auto      | Clase | Vueltas | Pos. | Pos. Clase |
| ---- | ----------------------- | ----------------------- | --------- | ----- | ------- | ---- | ---------- |
| 1983 | Sauber Team Switzerland | Tony García Albert Naon | Sauber C7 | C     | 338     | 9.º  | 9.º        |